# HD45815
HD45815 — хімічно пекулярна зоря спектрального класу A2, що має видиму зоряну величину в смузі V приблизно  8,2.
Вона  розташована на відстані близько 755,0 світлових років від Сонця.